# Пашинг
Пашинг (нім. Pasching) — муніципалітет в Австрії, у федеральній землі Верхня Австрія. Входить до округу Лінц-Ланд. Розташований уздовж знаменитої торгової милі Кремстальштрассе, він є домом для багатьох роздрібних торговців. Один з найбільших торгових центрів Австрії, «Плюс Сіті», розташований у Пашінгу. Завдяки сусідству з Лінцом тут також розташувалося багато менших підприємств.